# Park im. Tadeusza Kościuszki w Koszalinie

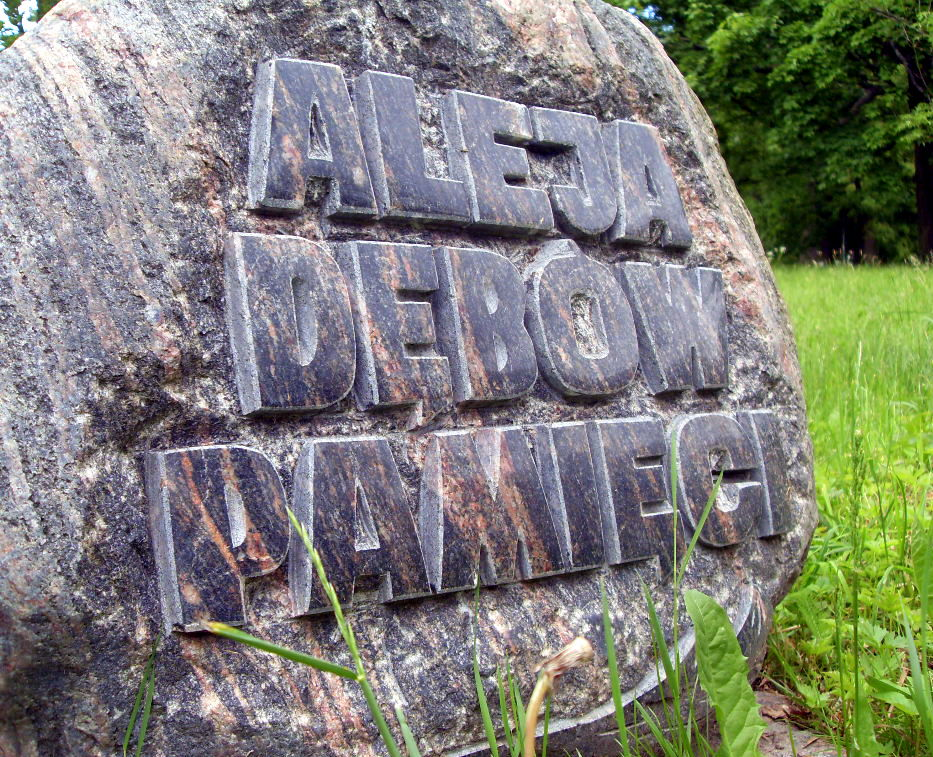
Aleja Dębów Pamięci w parku

Park im. Tadeusza Kościuszki w Koszalinie – park położony w Koszalinie pomiędzy ulicami: Tadeusza Kościuszki, Młyńską i Al. Monte Cassino. Posiada powierzchnię 7,51 ha. Do połowy lat 60. XX wieku teren ten był Starym Cmentarzem, który zamknięto dla pochówków w 1926 r. 

## Opis i położenie
Używana powszechnie nazwa nie jest nazwą oficjalną, mimo to stosuje się ją zarówno w dokumentacji jak i w określaniu topografii miasta. W środkowej części parku znajduje się budynek Koszalińskiej Biblioteki Publicznej im. Joachima Lelewela (dawniej Wojewódzkiej i Miejskiej Biblioteki Publicznej), którego budowę w 1973 poprzedziła wycinka części zadrzewienia. Przed biblioteką znajduje się Plac Polonii z odsłoniętym w 1976 pomnikiem Więzi Polonii z Macierzą projektu Romualda Grodzkiego. 
Na terenie parku rośnie wiele potężnych, wiekowych drzew, część z nich została posadzona w czasach, gdy teren ten był nekropolią. Pięć z nich zostało uznanych za pomniki przyrody. Do grupy tej należą: lipa drobnolistna o obwodzie ok. 420 cm, jesiony wyniosłe o obwodach 300, 340 i 400 cm oraz dąb szypułkowy, którego obwód wynosi 470 cm.
Badania dendrologiczne wykazały, że 470 drzew rosnących w parku posiada obwody pni powyżej 60 cm. Do spotykanych gatunków należy zaliczyć: buki zwyczajne, brzozy brodawkowate, choiny kanadyjskie, dęby szypułkowe, graby pospolite, jesiony wyniosłe, kasztanowce zwyczajne, klony, lipy drobnolistne, lipy szerokolistne, orzechy włoskie, platany klonolistne, świerki kłujące, wiązy górskie odm. horyzontalna.
Od 13 czerwca 1983 Park im. Tadeusza Kościuszki jest wpisany do rejestru zabytków pod nr 1173.
Inne pomniki znajdujące się w parku:
- Pomnik "Związku Polaków w Niemczech" - obelisk w Parku im. Tadeusza Kościuszki, projekt Zygmunt Wujek
- Pomnik „Dla uczczenia pamięci zmarłych koszalinian” - dawny nagrobek sportowca, odrestaurowany według projektu Zygmunta Wujka.
- Aleja Dębów Pamięci - 25 dębów posadzona w 2006 upamiętnia wybitnych koszalinian żyjących przed 1945. Osoby którym poświęcone są drzewka[1]:
  - Friedrich Wilhelm Strahl
  - Dr Isaac Moser
  - August von Gerlach
  - Friedrich Onnasch
  - Bertha von Massow
  - rodzina Borchardtów
  - Friedrich Schlutius
  - Rodzina Hendessów
  - Hans Grade
  - Ferdinand Karkutsch
  - Ernst August Braun
  - Rudolf Clausius
  - Christian Wilhelm Haken
  - Johann Ernst Benno
  - Johann David Wendland
  - Rodzina Loewe
  - Rodzina Schwederów
  - Książę Pomorski Ulryk darłowski Gryfita
  - Książę Pomorski Franciszek szczeciński I Gryfita
  - Książę Pomorski Kazimierz VII/IX Gryfita
  - Książę Pomorski Jan Fryderyk Gryfita
  - Johannes Micraelius
  - Zakon cysterek
  - Biskup kamieński Hermann von Gleichen
  - św. Jan Chrzciciel

W późniejszym czasie posadzono dęby dedykowane Janowi Pawłowi II oraz ks. kard. Ignacemu Jeżowi.